# 매슈 코워드홀리
매슈 존 코워드홀리(영어: Matthew John Coward-Holley, 1994년 12월 14일~)는 영국의 사격 선수이다. 주 종목은 트랩이며 2020년 하계 올림픽 남자 트랩 종목에서 동메달을 획득했다.